# Algecirasi vízvezeték
Az algecirasi vízvezeték (spanyol nevén: Acueducto de Algeciras, helyi nevén: Los Arcos, azaz „a boltívek”) a spanyolországi Algeciras egyik jelentős műemléke. Bár sokhelyütt ókori (római vagy arab) eredetűnek írják, valójában a 18. században épült.

## Története és leírása
Algeciras 1755-ben vált függetlenné San Roquétől. A következő években jelentős népességnövekedés következett be, ezzel együtt pedig emelkedett a lakosság vízigénye is, ráadásul az emésztőgördök számának növekedése a házak udvarán meglevő kutak vizének szennyezettségét is magával hozta, így az 1760-as évek elejére halaszthatalanná vált a település vízállátó infrastruktúrájának fejlesztése. A helyiek törekvése egybeesett a királyok vidékfejlesztési politikájával: ők is a települések élhetőbbé tételét tűzték ki maguk elé egyik célul. 1763-ban Fernando García de la Plata polgármester is rögzítette a helyi birtokosok hangos panaszait, miszerint nincs megfelelő ivóvízforrás a városban, a Miel folyócska vize sem volt használható annak szennyezettsége miatt.
1768-ban az önkormányzat kérvényezte a kasztíliai királyi tanácstól, hogy vessenek ki különadót a bor és az ecet kiskereskedelmére, hogy ebből tudják fedezni egy új vízvezeték építésének költségeit. 1769-ben a felhatalmazás meg is született, de a végrehajtásra egészen 1777-ig várni kellett: ekkor nyerte el egy árverésen José Guerrero a két áru ellátási jogát, amelyért évi 18 000 real de vellónt fizetett. De addig is, amíg a vízvezeték épült, szükség volt a lakosság vízellátására: ezt úgynevezett aguadorok (vízárusok) valósították meg, akik öszvéreikkel járták a várost, és árulták (jó pénzért) az ivóvizet. Egy anekdota szerint amikor a vízárusok (akik egyébként öten voltak) ráébredtek, hogy a vezeték megépítésével elvesztik a bevételi forrásukat, az önkormányzathoz fordultak azzal a kéréssel, hogy halasszák el az építkezést, és őket bízzák meg azzal, hogy a vizet öszvéreikkel szállítani fogják. Az önkormányzat azonban ezt elutasította, a vezeték pedig (nem csak az anekdota szerint) néhány év múlva működésbe is lépett.
Az 1777-ben kezdődött építkezés első szakasza során a Miel völgyét ívelték át a vezetékkel, a mai Arcos utcától Bajadilláig, a nyomvonal pedig a Fuente Nuevánál („új forrás”) végződött. Az építkezés Pablo Casaus tervei alapján és Antonio Ruiz Florindo építész felügyelete mellett zajlott, kivitelezője Pablo Díaz Becerra volt. A vezetéket, amely két városi kútban végződött a Plaza Alta és a Plaza Baja (Felső és Alsó tér) tereken, 1783-ban adták át. A Fuente Nuevánál levő vízgyűjtőbe egy feliratos emlékkövet is elhelyeztek: ez ma a községi múzeumban látható.
Miután 1783-ban átadták, kiderült, hogy a hegyi források és a Cortijo de los Alamillos nevű terület közti nagy szintkülönbség miatti víznyomás rendszeresen megrongálja az égetett agyagból készült csöveket. Emiatt Florindo egy újabb boltíves szakasz megépítését javasolta, megemelve így azt a szintet, ahol a víz folyik. Az új szakasz költségeit 8000 duróra becsülték, és csak évtizedekkel később, 1841 és 1845 között épült meg, ráadásul rosszabb minőségben, mint a 18. századi eredeti szakasz.
A boltíves részek eredetileg támpillérek nélkül épültek, de egy 1785-ös vizsgálat során Florindo megállapította, hogy ebben a formában az építmény nem eléggé stabil, ezért azt javasolta, hogy minden harmadik ívnél támpillérekkel lássák el. Amikor 1890–1892 táján megépült a vasútvonal, amely egy helyen a vízvezeték alatt haladt el, azon kezdtek el aggódni, hogy a vonatok által keltett rezgések nem fognak-e ártani a szerkezetnek, emiatt repülő támpillérek segítségével újabb megerősítést végeztek rajta.
1903-ban a régi agyagcsöveket acélból készültekre cserélték, amivel az ellátás minősége javult ugyan, de a vízmennyiség már nem volt elég a nagyjából 15 000 fősre duzzadt városnak.
1958. december 16-án egy erős vihar három központi elhelyezkedésű boltívet is lerombolt, és bár törmelékeit gyorsan eltakarították a vasútvonalról, arra már senki sem gondolt, hogy újjá kellene építeni az építményt. A következő évtizedekben pedig a megmaradt részek is egyre jobban kezdtek tönkremenni.
A vízvezetéknek ma több különböző szakasza látható, ezek közös jellemzője a téglával kirakott félköríves boltívsor, amelyeknek négyszög keresztmetszetű oszlopai szépen faragott homokkőből épültek. A vizet a Sierra del Cobre hegységből vezette a városba, de nem csak boltíves föld fölötti szakaszai voltak, hanem a víz néhol föld alatti vezetékekben haladt. Ma az újabb, 19. századi, alacsonyabb és rövidebb szakasz az, amelyik jobb állapotban maradt fenn.

## Képek

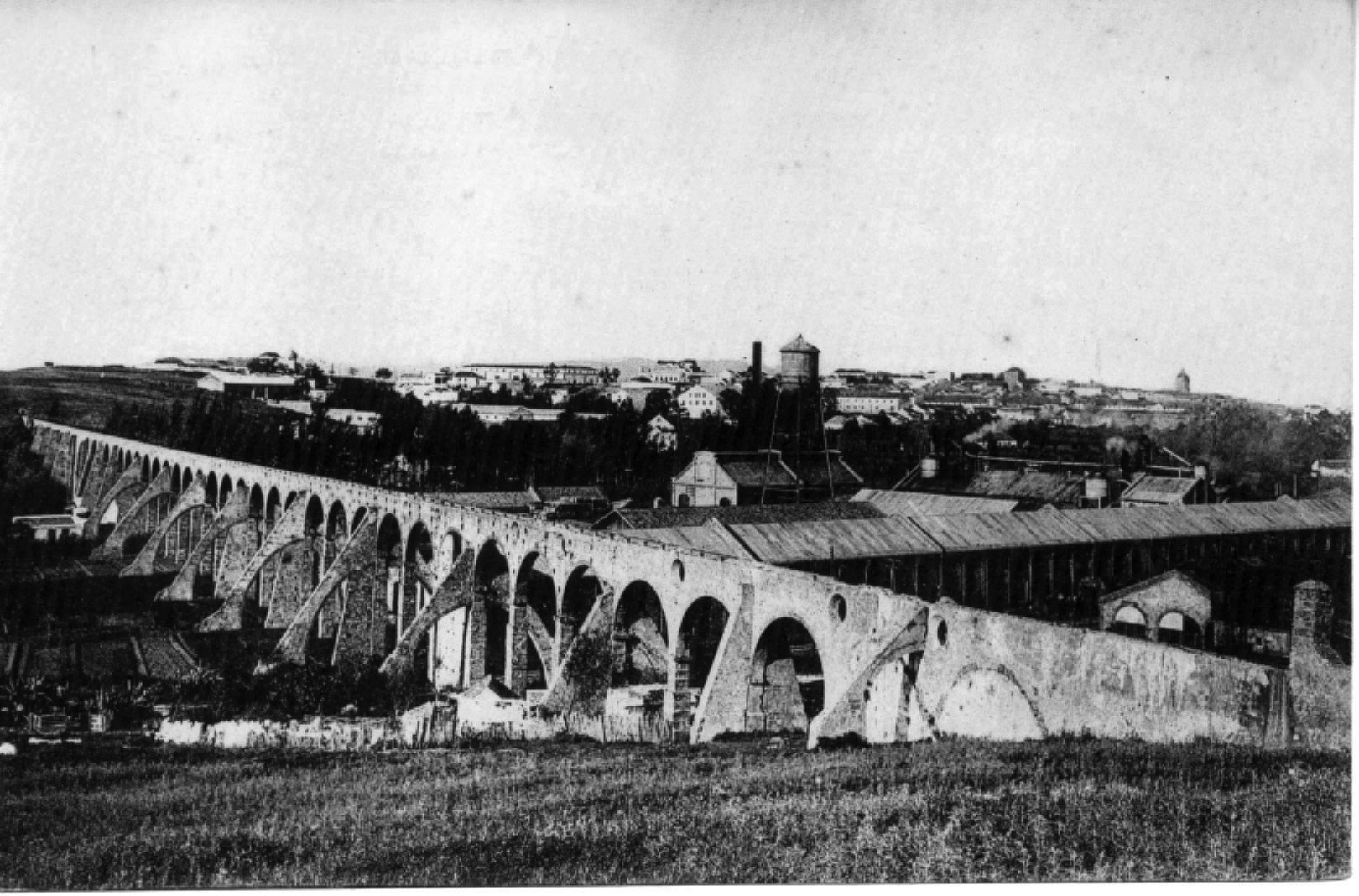
Régi kép a 20. század elejéről
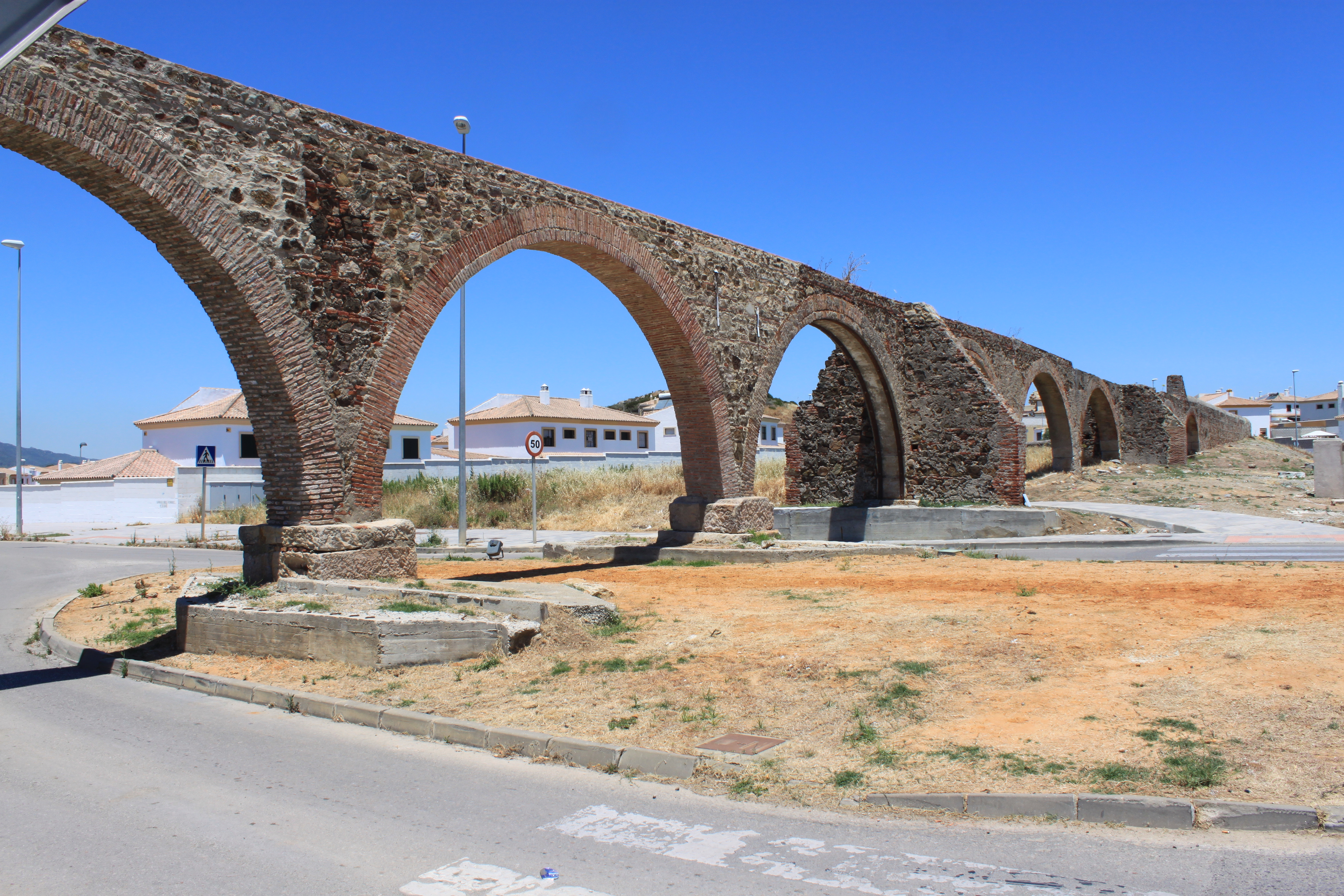
Az El Cobre-i szakasz
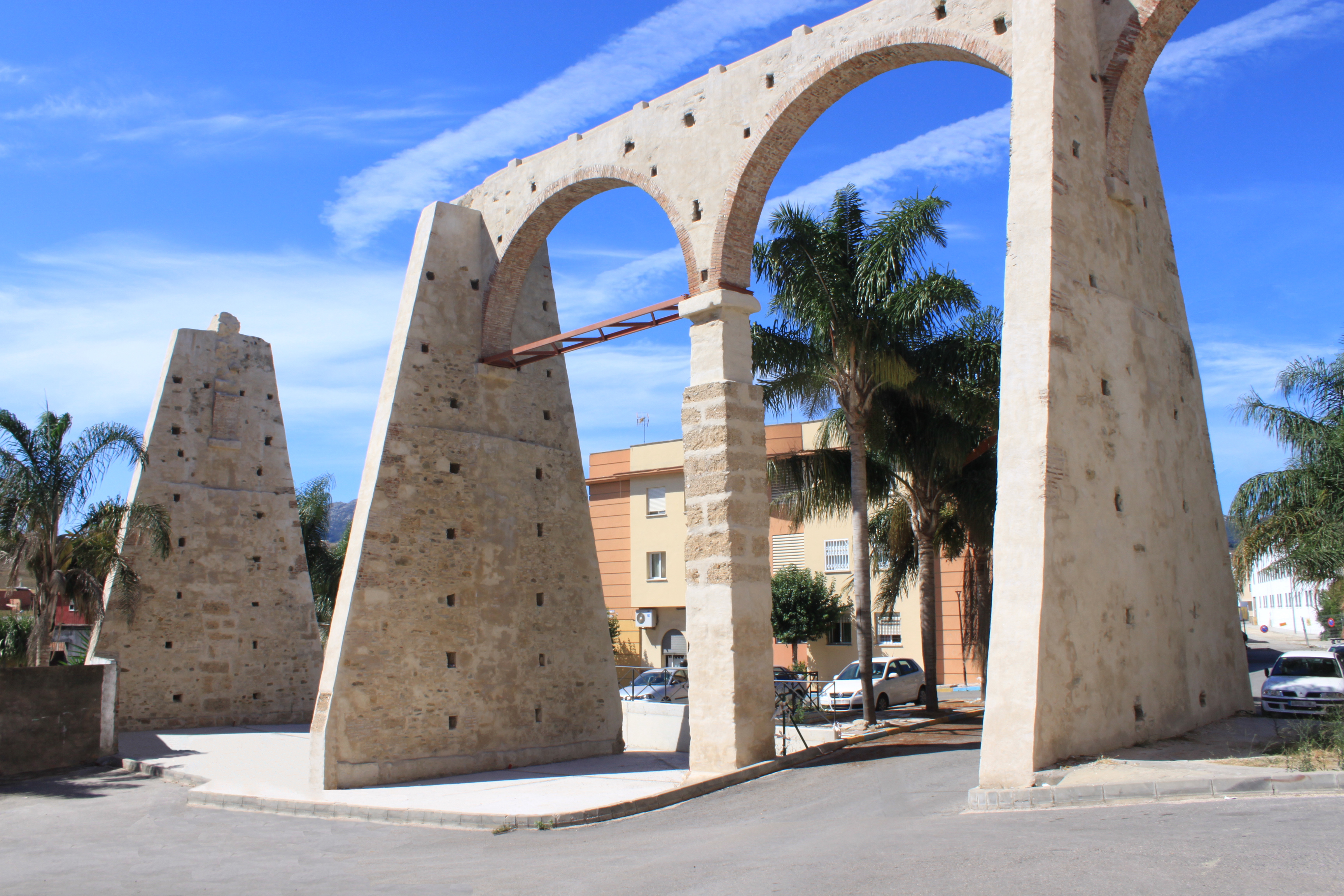
A felújított bajadillai szakasz
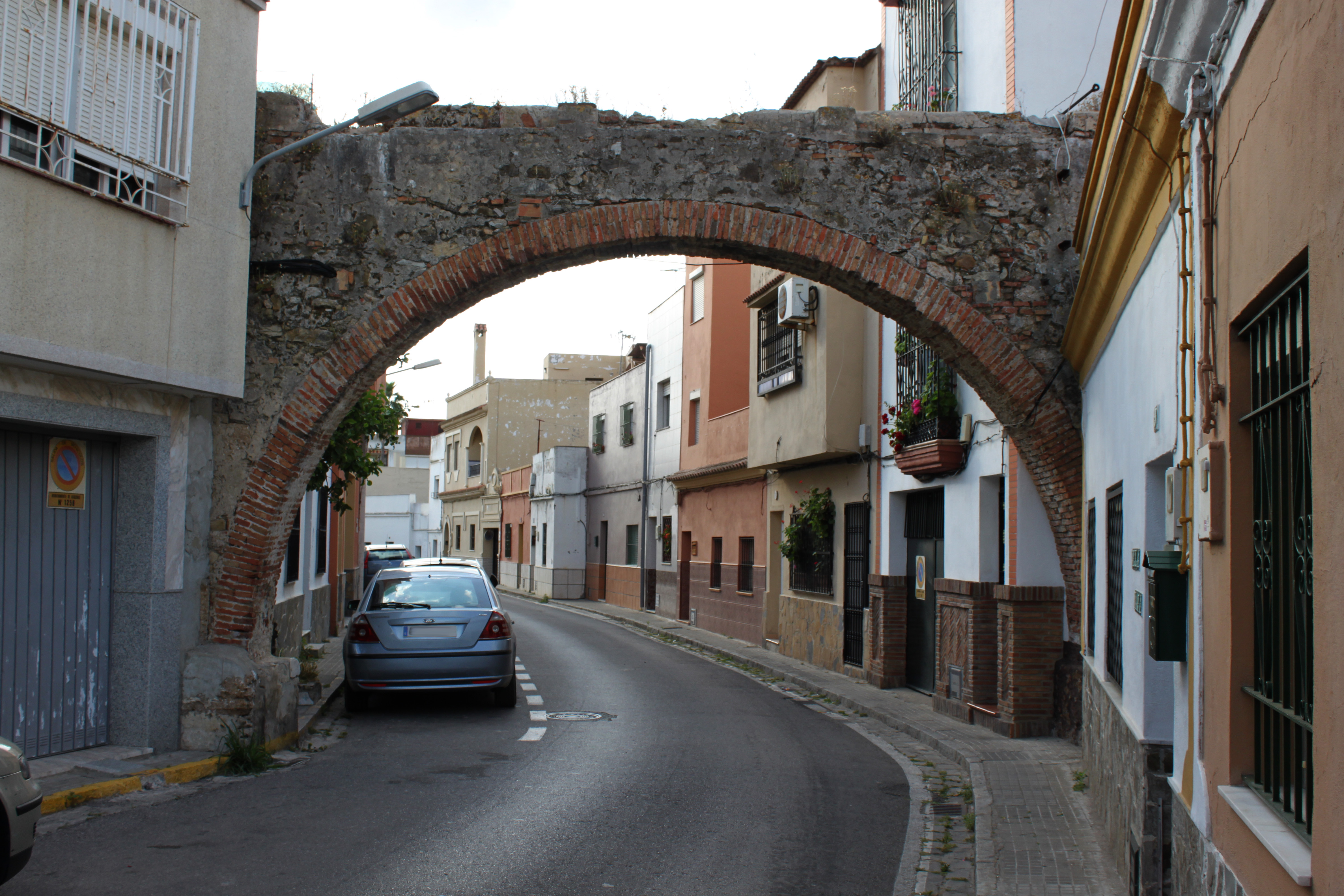
Régi bajadillai részlet